# Claude Heller
Claude Heller Rouassant (Ciudad de México, 2 de mayo de 1949) es un diplomático mexicano. Hasta 2014, fue Embajador de México en Japón. Fue Representante Permanente de México ante la Organización de las Naciones Unidas en Nueva York, en especial ante el Consejo de Seguridad de la ONU.

## Carrera
Es licenciado en Relaciones Internacionales por El Colegio de México y Maestro en Historia y Relaciones Internacionales en el Instituto Universitario de Altos Estudios Internacionales en Ginebra, Suiza.
Ha sido Embajador de México en diversos países, entre ellos Francia, Cuba, Austria y Suiza, también ha sido Representante Permanente ante la Organización de Estados Americanos, representante Permanente ante la Organización para la Cooperación y el Desarrollo Económico y representante Permanente ante los Organismos Internacionales con sede en Viena, y Consejero Político de la Embajada de México en los Estados Unidos. 
También se ha desempeñado en su larga carrera diplomática como Presidente de la Comisión de Asuntos Jurídicos y Políticos del Consejo Permanente de la OEA, Presidente del Primer Comité Consultivo de la Convención Interamericana contra la Producción y el Tráfico Ilícitos de Armas de Fuego, y representante de México ante la Comisión de Derechos Humanos de las Naciones Unidas. 